# Lärarstrejken i Sverige 1989
Lärarstrejken i Sverige 1989 inleddes den 13 november 1989 i Sverige, då cirka 10 000 lärare i Storstockholm och Mälardalen, medlemmar i Lärarnas Riksförbund med totalt 50 000 medlemmar, gick ut i strejk, efter att förhandlingarna med Statens arbetsgivarverk brutit samman. Arbetsgivarnas bud var baserad på kommunaliseringen av skolväsendet. Den 20 november samma år varslades det om strejk över ytterligare 7 000 lärare som var med i Lärarnas Riksförbund.
De flesta lärarna var ämneslärare på högstadiet och i gymnasieskolan. Däremot deltog inte Sveriges lärarförbund och Svenska Facklärarförbundet, som totalt hade cirka 10 000 medlemmar, eftersom de ingick i TCO och förhandlade med TCO-S.
Arbetsgivarna ville att lärarna skulle vistas i skolan under en större del av sin arbetsvecka, med 34 timmar i grundskolan och fem timmar extra för gymnasieskollärarna. Dessutom skulle tio dagar från sommarlovet användas för fortbildning, utvärdering och planering.
Lärarnas Riksförbund var också missnöjda med utjämning av löneskillnaderna mellan lärarkategorierna, oavsett studieverksamhet och utbildning.
Stort missnöje rådde bland medlemmar i Lärarnas Riksförbund, vilket i vissa fall ledde till demonstrationer och att slagord ropades. Stig Malm talade om "värstingar" och dåliga föredömen för svenska skolelever.
Den 14 december 1989 upphörde konflikten.

### Fotnoter
1. ↑  Marcus Yttergren (26 februari 2009). ”Lärarna på barrikaderna”. Södertörns högskola. sid. 6. http://www.diva-portal.se/smash/get/diva2:224580/FULLTEXT01.pdf. Läst 30 november 2016.